# Cartaya
Cartaya este o localitate și un municipiu spaniol situat în provincia provincia Huelva în cadrul comunității autonome Andaluzia, Spania. În anul 2010, localitatea număra 18.415 de locuitori. Suprafața sa se întinde pe 226,4 km², având o densitate de 81,34 de locuitori pe km².
Orașul Cartaya, așa cum îl cunoaștem astăzi, a fost fondat în secolul al XV-lea de către marchizul de Gibraleón, Don Pedro de Zúñiga. Numele său derivă de la cuvântul fenician „Carteia”, sugerând existența unei așezări mult mai vechi în acest loc. S-au descoperit vestigii care datează din perioada târzie a Imperiului Roman, precum și dovezi ale unor ferme din Evul Mediu timpuriu.
Economia municipiului se bazează în principal pe sectorul primar, adică agricultura și pescuitul). Cu toate acestea, în ultimii ani s-au înregistrat progrese semnificative în sectorul terțiar, axat pe agrement și turism. Venitul pe cap de locuitor este ridicat în comparație cu localitățile învecinate. Dezvoltarea unor noi așezări, precum El Rompido⁠(d) și Nuevo Portil, împreună cu alte proiecte de construcții, a contribuit la o creștere semnificativă a populației în ultimele decenii.
Printre atracțiile turistice notabile ale zonei se numără:
- Mănăstirea Sfintei Treimi (fostă)
- Biserica Parohială
- Schitul Santa Maria de Consolación
- Castelul Zuñiga
- 4 kilometri de plaje: El Rompido, Plaja San Miguel, Plaja Nuevo Portil și partea vestică a plajei El Portil.

## Toponim
Toponimul Cartaya pare să aibă origine feniciană, provenind de la cuvintele: Qart sau Carteia, care înseamnă Oraș. În această perioadă, localitatea era cunoscută sub numele de qarqaya, o denumire fonetică foarte asemănătoare cu cea actuală. Este important să nu se confunde Cartaya cu Libertinorum Carteia⁠(d), o altă așezare situată în San Roque.

## Simboluri
Scut
Blazonul municipal este:
„Pe un fond roșu (gules), se află un castel de aur (vert abjurat), așezat pe un munte natural. Acest munte este susținut de o bandă argintie (de argint) și de valuri albastre (de azur). De o parte și de alta a castelului, se găsesc doi purtători de măciuli.”
Acesta a fost aprobat prin decretul din 21 iulie 1972 și publicat în BOE⁠(d) pe 24 august în același an.
Steag
Steagul municipal a fost adoptat la ședința plenară municipală din 10 august 1998 și are următoarea descriere:
„Steagul este roșu, cu șase benzi orizontale dispuse în partea inferioară. Acestea sunt de culoare albă și albastră, dispuse alternativ. În centrul steagului, deasupra benzilor, se află blazonul local, care este suprapus.”

## Geografie fizică

### Situație
Cartaya este situată la 26 km vest de Huelva și la 112 km de Sevilla.
Locație

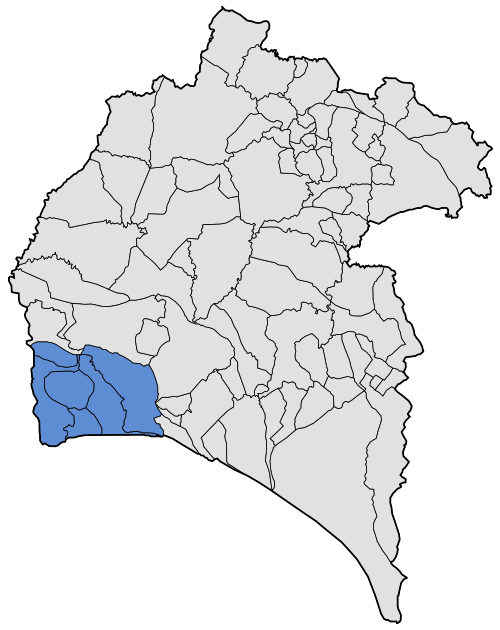
Comarca din Costa Occidental de Huelva.

Municipiul Cartaya se găsește în partea de sud-vest a provinciei Huelva. Teritoriul său se întinde de-a lungul estuarului râului Piedra, care formează granița sa sudică și estică. Centrul urban principal al Cartayei este amplasat în amonte, pe malul estic al râului Piedra. O așezare mai mică, El Rompido, este localizată mai departe în amonte, pe estuarul propriu-zis, în timp ce El Portil – care se suprapune parțial cu Punta Umbría⁠(d) – se află chiar la vărsarea râului, pe coasta Atlanticului.
Municipiul acoperă o suprafață de 226,4 km² și are o altitudine medie de 26 de metri deasupra nivelului mării.
Localități învecinate
- Lepe: Acesta este orașul cel mai apropiat, situat la opt kilometri spre vest, de cealaltă parte a râului Piedra.
- Gibraleón: Se află la nord-est, la o distanță de aproximativ 17 kilometri.
- Punta Umbría: Este localizată la sud-est, la o distanță de aproximativ 12 kilometri. Este important de menționat că Punta Umbría a făcut parte din municipalitatea Cartaya până în 1963, când a devenit o localitate independentă.

| Nord-vest: Sanlúcar de Guadiana⁠(d) și Villanueva de los Castillejos⁠(d) | Nord: Villanueva de los Castillejos⁠(d) | Nord-est: Gibraleón⁠(d)                    |
| Vest: Lepe⁠(d)                                                          |                                        | Est: Gibraleón⁠(d), Aljaraque⁠(d) și Huelva |
| Sud-vest Lepe⁠(d)                                                       | Sud: Oceanul Atlantic                  | Sud-est: Punta Umbría⁠(d)                  |

### Orografie
Regiunea prezintă trei tipuri principale de relief:
- Zona fluvio-coastală: Aceasta cuprinde luncile inundabile ale râului, se întinde până la coasta Atlanticului și include plaja San Miguel.
- Zona împădurită: Este compusă din plantații de pini și dealuri joase.
- Zona de câmpie: Acoperă restul regiunii.

Solul este format din pietriș și conglomerate, provenind din acoperiri detritice, glacisuri și versanți erodați. Majoritatea orografiei s-a format în perioada cuaternară, deși terenul mai înalt prezintă aflorimente de șist paleozoic.
Caracteristici notabile:
- Peninsula Săgeata: O trăsătură distinctivă a peisajului este peninsula lungă, cunoscută sub numele de „Săgeata din Nueva Umbría” sau „Săgeata din El Rompido”. Posesia acestei fâșii înguste de pământ este o sursă de dispută între municipalitățile Lepe și Cartaya.[5][6]

- Laguna El Portil: Un alt punct de reper local important este Laguna El Portil.[7]

Date geodezice
| Zona municipală | Punct geodezic | Altitudine | Număr | MTN | Coordonate                        |
| --------------- | -------------- | ---------- | ----- | --- | --------------------------------- |
| Cartaya         | Miramundo      | 170.158    | 98093 | 980 | 37°17′N 7°09′V / 37.283°N 7.150°V |

### Climatologie
Regiunea beneficiază de o climă mediteraneeană, care se caracterizează prin ierni blânde și veri calde. Temperaturile scad rar sub 10°C în timpul iernii, în timp ce verile aduc maxime care depășesc frecvent 30°C în lunile iulie și august. Precipitațiile sunt moderate.

Acesta este tabelul cu temperaturile și precipitațiile medii lunare pentru anul 2007:
| Date climatice pentru Cartaya                 | Date climatice pentru Cartaya | Date climatice pentru Cartaya | Date climatice pentru Cartaya | Date climatice pentru Cartaya | Date climatice pentru Cartaya | Date climatice pentru Cartaya | Date climatice pentru Cartaya | Date climatice pentru Cartaya | Date climatice pentru Cartaya | Date climatice pentru Cartaya | Date climatice pentru Cartaya | Date climatice pentru Cartaya | Date climatice pentru Cartaya |
| Luna                                          | Ian                           | Feb                           | Mar                           | Apr                           | Mai                           | Iun                           | Iul                           | Aug                           | Sep                           | Oct                           | Nov                           | Dec                           | Anual                         |
| --------------------------------------------- | ----------------------------- | ----------------------------- | ----------------------------- | ----------------------------- | ----------------------------- | ----------------------------- | ----------------------------- | ----------------------------- | ----------------------------- | ----------------------------- | ----------------------------- | ----------------------------- | ----------------------------- |
| Maxima medie °C (°F)                          | 16.3 (61,3)                   | 17.3 (63,1)                   | 19.7 (67,5)                   | 21 (70)                       | 24.8 (76,6)                   | 27.5 (81,5)                   | 32.7 (90,9)                   | 31 (88)                       | 28.1 (82,6)                   | 25 (77)                       | 21 (70)                       | 17.1 (62,8)                   | 23,5 (74,3)                   |
| Minima medie °C (°F)                          | 6 (43)                        | 8.5 (47,3)                    | 6.9 (44,4)                    | 9.7 (49,5)                    | 12 (54)                       | 15.5 (59,9)                   | 21 (70)                       | 22.7 (72,9)                   | 20 (68)                       | 15.9 (60,6)                   | 11.7 (53,1)                   | 10.2 (50,4)                   | 13,5 (56,3)                   |
| Precipitații mm (inches)                      | 42 (1.65)                     | 64 (2.52)                     | 16 (0.63)                     | 33 (1.3)                      | 36 (1.42)                     | 4 (0.16)                      | 2 (0.08)                      | 4 (0.16)                      | 55 (2.17)                     | 48 (1.89)                     | 52 (2.05)                     | 21 (0.83)                     | 373 (14,69)                   |
| Sursă: World Meteorological Organization (UN) |                               |                               |                               |                               |                               |                               |                               |                               |                               |                               |                               |                               |                               |

### Hidrologie
Râul principal al regiunii este Piedra, care formează granița naturală dintre municipalitățile Cartaya și Lepe. Izvorul său se află în municipiul El Almendro⁠(d), deși numeroase pâraie afluente își au originea înVillanueva de los Castillejos⁠(d). În trecut, gura de vărsare a râului se afla în apropierea satului El Rompido, nume derivat din spargerea valurilor oceanului de sedimentele fluviale. De-a lungul timpului, sedimentele depuse de râu s-au acumulat în direcția estică, dând naștere unor caracteristici geografice distincte, precum „Săgeata din Nueva Umbría” și Laguna El Portil.
Apa necesară pentru municipiul Cartaya provine din lacul de acumulare Chanza, care este situat în afara granițelor sale, pe teritoriul unui alt municipiu.

### Ecologie
Floră
Regiunea adăpostește 12.000 de hectare de pădure, compusă în principal din pini, ienupăr, plantații noi de eucalipt și suprafețe mai mici de stejari veșnic verzi⁠(d) și stejari de plută. Împreună cu zonele de mlaștină din „Mlaștinile râului Piedra” și „Săgeata din Nueva Umbria”, acestea formează cea mai semnificativă zonă de teren semivirgin de pe coasta andaluză.

„Săgeata din Nueva Umbria” este un habitat neobișnuit, format prin acțiunea vântului și a mareelor asupra sedimentelor râului. Această zonă adăpostește trei ecosisteme principale: dune, retamar și mlaștină. Din cauza condițiilor extreme, doar un număr mic de plante pot prospera aici. Flora tipică include scaiul de mare⁠(d), iarba de plajă, retamar alb, masticul și alte specii care tolerează salinitatea.

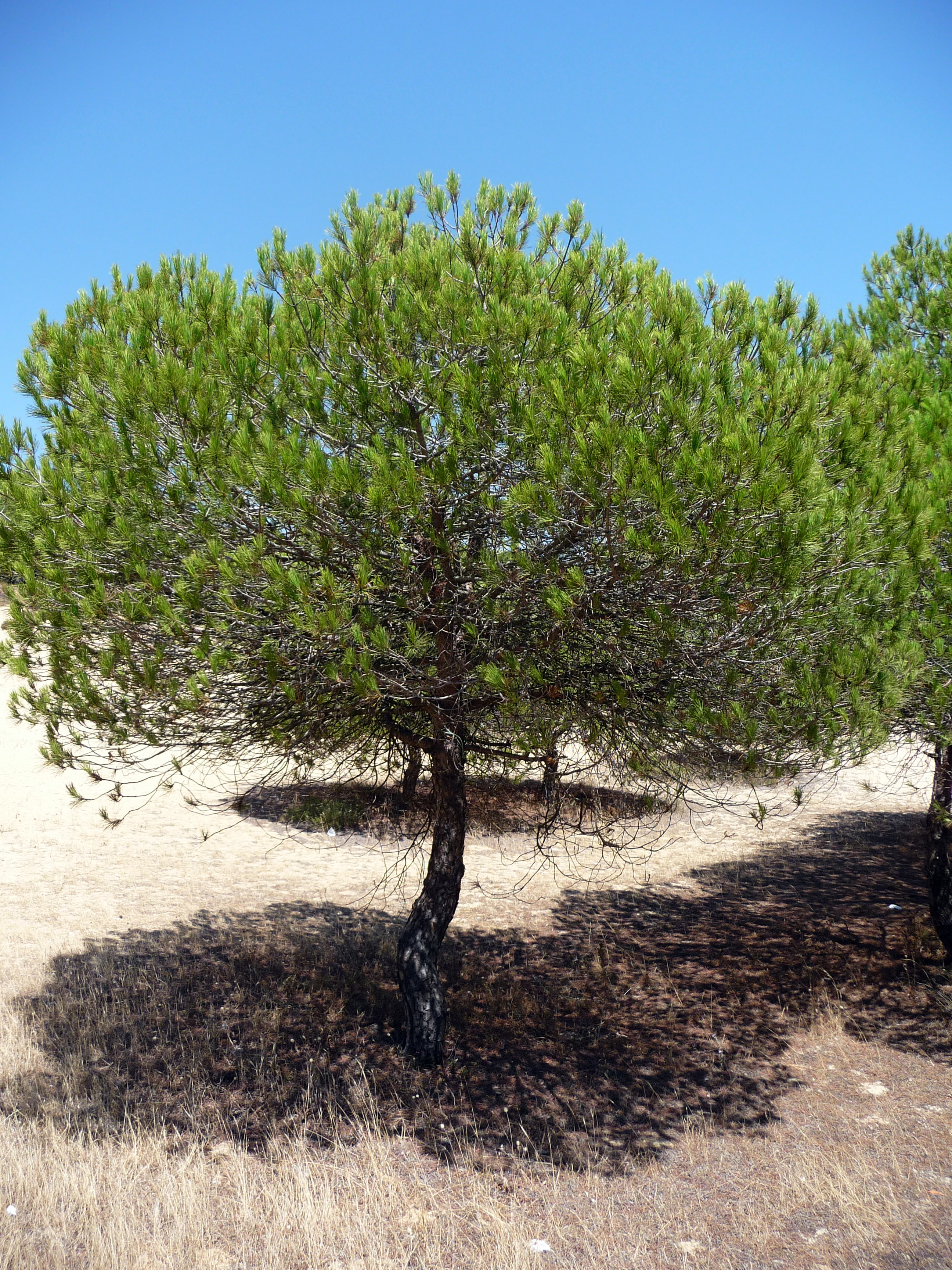
Pin în Aguas del Pino, plaja San Miguel.
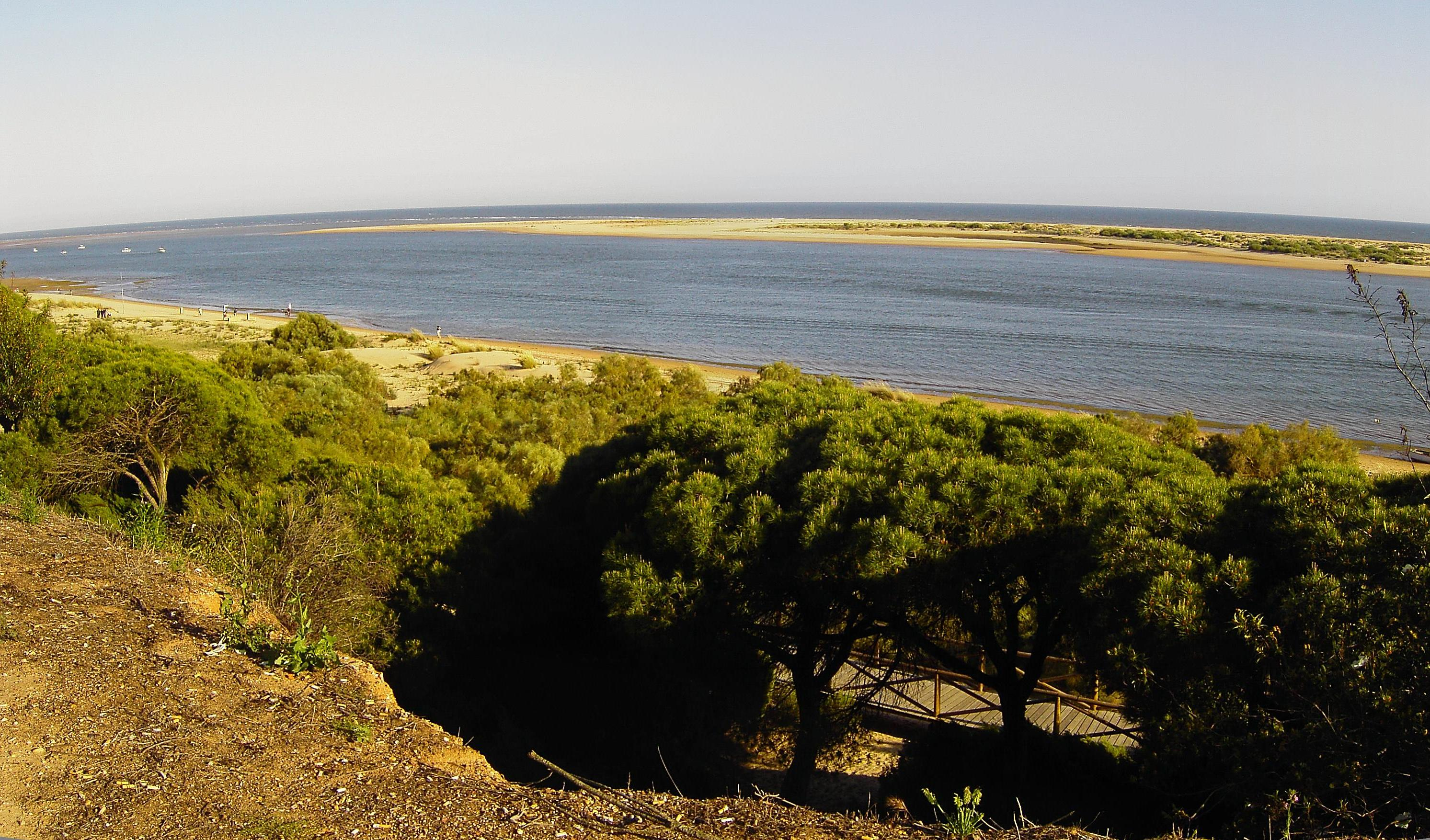
Săgeata din Nueva Umbria.
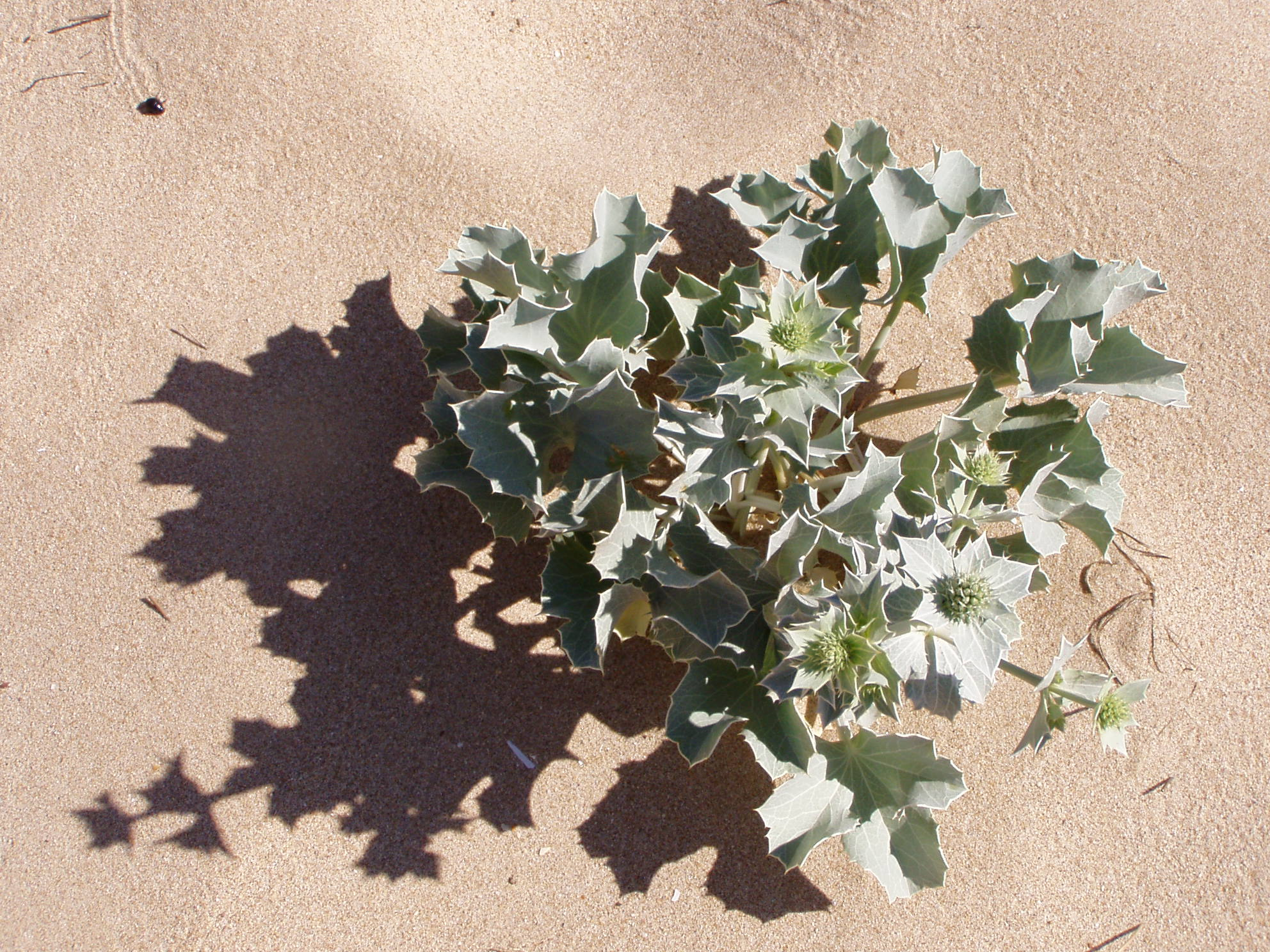
Scaiul de mare.

## Istorie

### Preistorie
Există puține dovezi arheologice preistorice în regiune. În jurul gurii de vărsare a râului Piedra au fost descoperite fragmente mici de unelte din piatră datate din Paleoliticul timpuriu. Majoritatea aparțin culturii Acheuleene timpurii (muchii, câteva biface și ciocuri) sau culturii musteriene din Paleoliticul mijlociu. Se pare că nu a existat nicio conexiune între populațiile din această zonă și cele care locuiau în apropierea râurilor Odiel⁠(d) și Tinto.

### Romanizare
Deși Cartaya și coasta din apropiere (unde au fost descoperite numeroase epave) aveau probabil așezări feniciene, zona a cunoscut o dezvoltare semnificativă sub dominația romană. În cadrul Imperiului Roman, această regiune făcea parte din Beturia Celtică sau Turdula, o regiune celtică din provincia senatorială Hispania Baetica. Cartaya se afla în apropierea drumului roman care lega orașele Praesidio și Ad Rubras. Zona era renumită pentru industria sa de olărit, în special pentru producția de amfore, care ar fi putut fi destinate așezărilor Punta Umbría sau Onuba Aesturia.
Ulterior, în perioada târzie a Imperiului Roman, vizigoții au ajuns în Iberia. Cu toate acestea, spre deosebire de majoritatea regiunii Huelva, Cartaya prezintă puține dovezi semnificative ale prezenței lor.

### Evul mediu

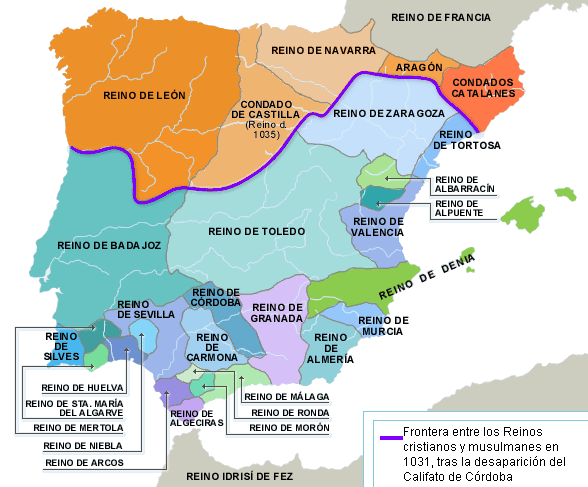
Situația Taifei din Huelva în Peninsula Iberică în secolul al XI-lea.

În timpul epocii Al-Andalus, aceste teritorii erau cunoscute sub numele de Cashtm. Inițial, Cashtm făcea parte din districtul Labla, aparținând regiunii Għarb al-Andalus. După căderea Califatului din Córdoba în 1012, a devenit parte a Taifei din Huelva. În 1052, aceste teritorii au intrat sub controlul Taifei din Sevilla.
În 1262, Alfonso al X-lea al Castiliei a cucerit orașele Niebla și Huelva, iar regiunea a revenit sub stăpânire creștină. Provincia Huelva a devenit un teritoriu de frontieră important, fiind inclusă în „Banda Gallega”, o zonă creată pentru a opri expansiunea Portugaliei spre est. Până în 1269, râul Piedra a fost stabilit ca graniță între Cartaya și Lepe. La acea vreme, hărțile indicau că Piedra se vărsa în mare în locul unde se află astăzi El Rompido.
„Otrosí mandamos a Maestre Fernán García [...] que partien los términos entre Gibraleón⁠(d) e Ayamonte e ellos partieronlos e pisieron los moxones de esta guisa. Como caye el río de las Piedras en la Mar e va derechamente arriba e sacude a la Alcaria de Mertola e de esta Alcaria a Moxon cubierto hasta Guadiana.”—Según copia de D. Corpas González, 1917.

### Înființarea orașului Cartaya

Stema familiei Zuñiga, care a fondat actualul oraș Cartaya în secolul al XV-lea.

În secolele al XV-lea și al XVI-lea, teritoriul Cartaya a intrat sub stăpânirea Casei de Zuñiga. În ciuda opoziției lui Alfonso de Guzmán, seniorul Ayamonte și Lepe, Don Pedro de Zuñiga y Manrique de Lara a obținut dreptul de a stabili un feribot peste râul Piedra. Profitând de această oportunitate, el a fondat orașul Cartaya pentru a apăra trecerea împotriva atacurilor piraților berberi și normanzi. Șapte ani mai târziu, a conferit orașului o mai mare stabilitate, ordonând construirea unui castel și a unei biserici. Biserica originală a fost construită în stil mudejar; ulterior a fost înlocuită cu actuala Biserică Parohială San Pedro. Impresionantul castel se află încă la marginea de vest a orașului. Casa Zuñiga și-a consolidat puterea în Andaluzia inferioară prin descendentul lui Don Pedro, Álvaro de Zúñiga. Fiul său cel mare a dobândit teritoriile vecine Lepe și La Redondela prin căsătoria cu fiica lui Juan Alfonso de Guzmán al III-lea din Ayamonte.
Portul La Ribera din Cartaya a dobândit rapid o importanță considerabilă. Până în 1509, navele din Cartaya pescuiau deja în zonele Capului Spartel și Capului Bojador, furnizând pește pentru Sevilla. Navele de transport navigau chiar și până în Flandra, participând la cabotaj și la comerț, inclusiv la cel cu vin și cereale. Deși șantierele navale locale construiau caravele încă din secolul al XV-lea, această industrie nu a cunoscut niciodată o dezvoltare semnificativă la nivel național. Acest lucru se datora parțial calității percepute ca fiind scăzute a lemnului local, ceea ce a dus la interzicerea navelor din Golful Cádiz de a naviga spre America. Cartaya nu a atins niciodată o importanță comparabilă cu unele orașe din apropiere, precum Palos de la Frontera sau Moguer⁠(d), în cadrul imperiului maritim al Spaniei. Cu toate acestea, marinarii din Cartaya au participat la faimoasele călătorii ale lui Cristofor Columb. Registrele menționează nume locale precum Talafar, Vizcaino și Alonso Rodríguez ca fiind prezente la bordul navei în timpul primei expediții columbiene. Aceiași trei marinari par să fi revenit și în cadrul celei de-a doua expediții columbiene, unde sunt numiți Rodrigo Calafar (la bordul caravelei La Niña), Alonso Rodríguez (navigator pe San Juan) și Juan Vizcaíno (pe Cardera).

### Epoca modernă

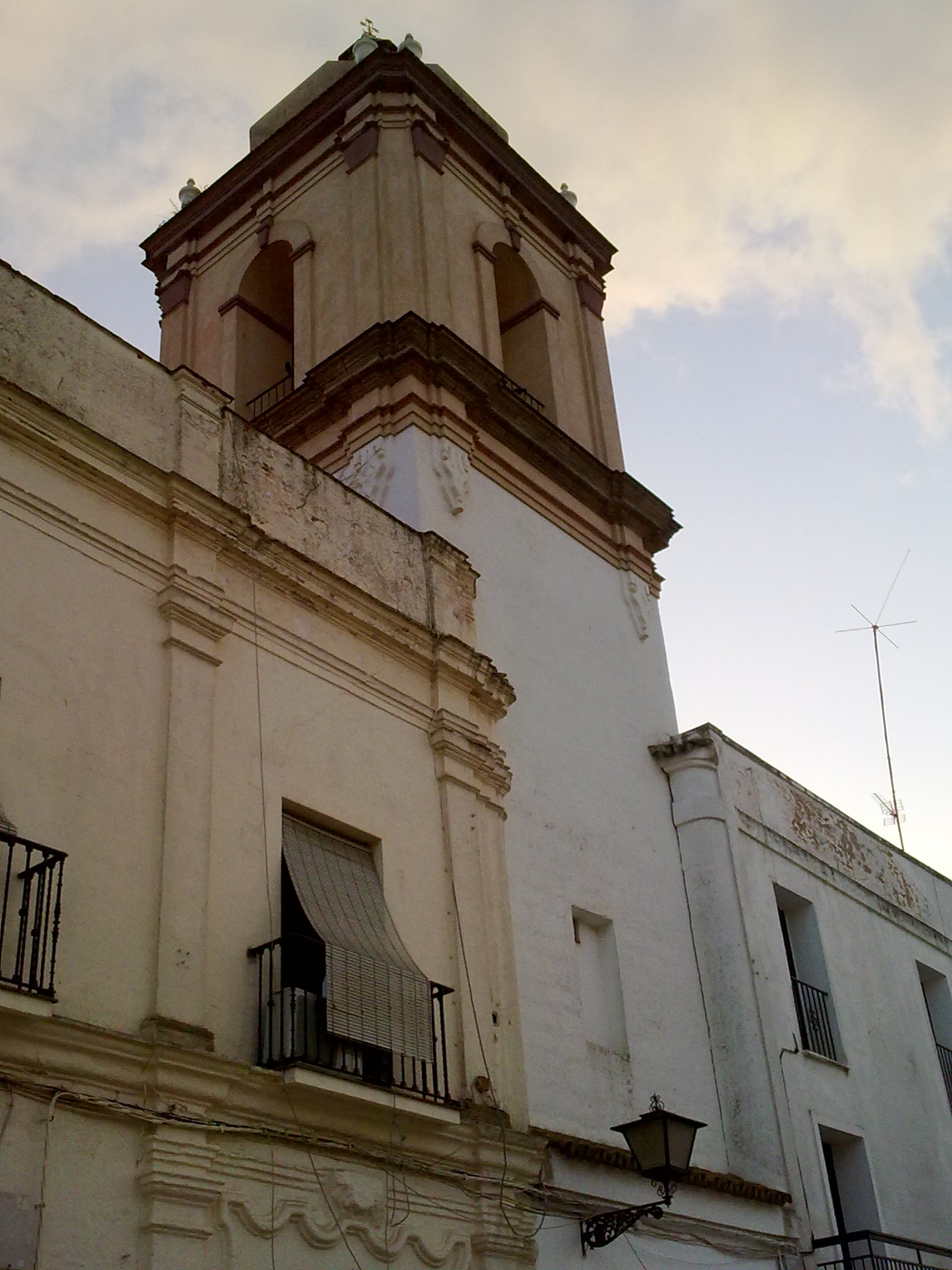
Mănăstirea Sfintei Treimi.

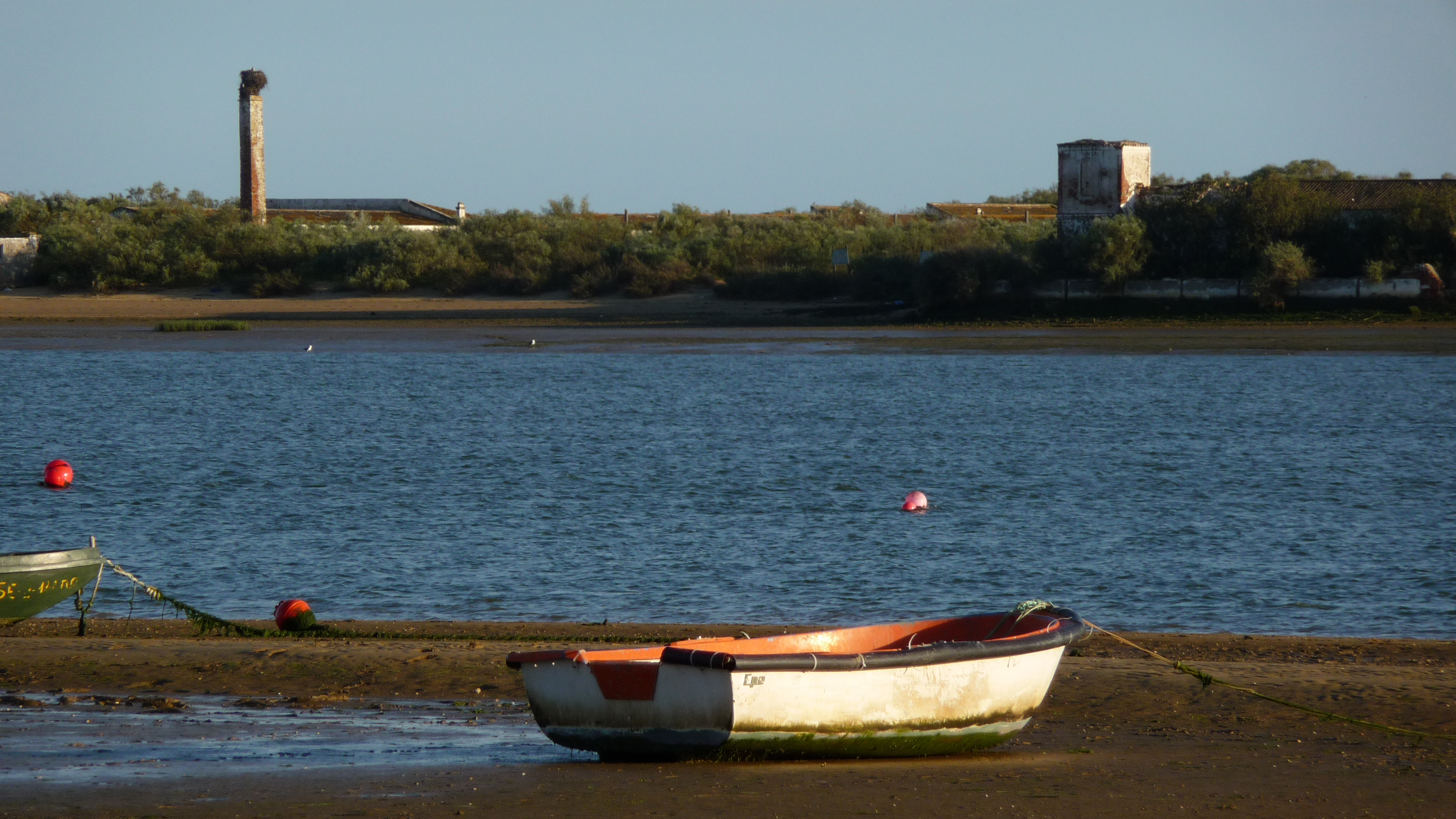
Vedere a fostei almadraba de pe țărm, vizavi de El Rompido.

În epoca modernă timpurie, Ordinul Sfintei Fecioare Maria a Milei a fondat o mănăstire în această zonă, similar cu ceea ce a făcut și în alte localități din apropiere. Cu toate acestea, populația locală pare să fi scăzut semnificativ în această perioadă. Unele sate, precum San Miguel de Arca de Buey (situat în apropierea actualului El Rompido), au dispărut complet. O posibilă cauză a declinului populațional ar fi putut fi epidemia de ciumă din 1602.
În secolele ulterioare, în special în secolul al XVIII-lea, populația a început să crească din nou, iar Cartaya a cunoscut o expansiune semnificativă ca dimensiune. Această renaștere a avut loc chiar și în ciuda cutremurului devastator de la Lisabona din 1755, care a provocat cu siguranță daune considerabile clădirilor locale, inclusiv mănăstirii.
Între anii 1804 și 1808, Cartaya a făcut parte din Provincia maritimă Sanlúcar de Barrameda. Ulterior, a rămas integrată în cadrul regatului Sevilla până la reorganizarea teritorială a Spaniei din 1833. În urma acestei reforme administrative, Cartaya a fost inclusă în noua provincie Huelva.
La sfârșitul secolului al XIX-lea, satul El Rompido a cunoscut o dezvoltare semnificativă. Deși alte sate existau deja la gura râului Piedra, abia apariția unei operațiuni de pescuit Almadraba⁠(d) a dat contur El Rompido. Pescuitul se baza pe „săgeată”, situată pe cealaltă parte a râului. Având în vedere că comunicația cu Cartaya se realiza de pe malul stâng al râului, familii s-au stabilit acolo, formând un sat vizavi de pescăria de ton. Mulți dintre pescari proveneau din rândul imigranților, în special din Portugalia, care s-au căsătorit cu femei locale. Numele de familie portugheze, precum Almeida sau Brito, sunt încă frecvente în El Rompido.
La mijlocul secolului al XX-lea, satul Punta Umbría a inițiat demersuri pentru a obține independența față de Cartaya. În ciuda opoziției din partea consiliului municipal, Punta Umbría a devenit o nouă localitate a provinciei Huelva la 26 aprilie 1963. Punta Umbría spera să profite de creșterea industriei turistice și a propus El Portil ca locație pentru dezvoltare turistică. Cu toate acestea, planul aprobat în 1968 a cunoscut o dezvoltare limitată.
Odată cu instaurarea democrației și promulgarea Constituției Spaniole din 1978, consiliul municipal din Cartaya a câștigat o autonomie sporită. De atunci, Cartaya a devenit una dintre cele mai populate localități din provincia Huelva.

## Populația și amenajarea urbană

### Centre de populație
Cele trei centre de populație principale din Cartaya sunt:
- Cartaya: Este capitala municipiului și are o concentrare semnificativă a locuitorilor.
- El Rompido: Este o zonă situată la gura râului Piedra, cunoscută pentru pescuitul tradițional și pentru plajele sale populare. Include suburbiile Urberosa și Los Pinos.
- Nuevo Portil: Este o stațiune turistică modernă situată pe coastă, cu o infrastructură turistică bine dezvoltată și o gamă largă de facilități.

Principalele centre de populație din municipalitatea Cartaya
| Centre de populație | Locuitori | Coordonate                                  | Distanță (km) |
| ------------------- | --------- | ------------------------------------------- | ------------- |
| Cartaya             | 18,415    | 37°16′59″N 7°09′17″V / 37.28306°N 7.15472°V | 0             |
| El Rompido          | 1,629     | 37°13′04″N 7°07′20″V / 37.21778°N 7.12222°V | 8             |
| Nuevo Portil        | 1,139     | 37°12′52″N 7°03′17″V / 37.21444°N 7.05472°V | 11            |

### Demografie
În 2010, Cartaya avea o populație de 18.415 locuitori, compusă din 9.508 bărbați și 8.907 femei. Începând cu sfârșitul anilor 1980, populația a cunoscut o creștere semnificativă, aproape dublându-se. Cu toate acestea, în 1963 a fost înregistrată o scădere semnificativă a populației, ca urmare a separării satului Punta Umbría⁠(d) de Cartaya și a constituirii sale ca localitate independentă.
| Exploatarea statistică a Registrului. Serii istorice. Cartaya |
| ------------------------------------------------------------- |
|                                                               |
| Grafic elaborat de: Wikipedia pe baza datelor din INE-2009    |

Piramida populației
Conform analizei piramidei populației, se pot observa următoarele caracteristici:
- Tineret: Grupa de vârstă sub 20 de ani reprezintă 23% din populația totală, indicând un nivel semnificativ de tineret.

- Vârstă activă: Persoanele cu vârste cuprinse între 20 și 40 de ani constituie 37% din populație, reprezentând o pondere importantă a forței de muncă active.

- Vârstă medie: Grupa de vârstă 40-60 de ani deține o cotă de 26% din populație, sugerând o tendință de creștere a vârstei medii.

- Îmbătrânire: Persoanele peste 60 de ani formează 14% din populație, indicând o ușoară tendință de îmbătrânire a populației.

Structura demografică prezentată de piramidă este caracteristică unui regim demografic modern, cu o evoluție treptată către o populație cu o vârstă medie mai ridicată și o natalitate în scădere.
Imigranți
Conform datelor din 2009, Oficiul de Stat a raportat un număr de 3.197 de locuitori străini în Cartaya. Această cifră reprezintă 17% din populația totală a localității, un procent semnificativ mai mare decât media națională și regională. Naționalitățile cele mai numeroase sunt cea marocană (cu 876 de locuitori), cea românească (cu 1003 de locuitori) și cea ecuadoriană (cu 120 de locuitori).

## Politică și administrație publică

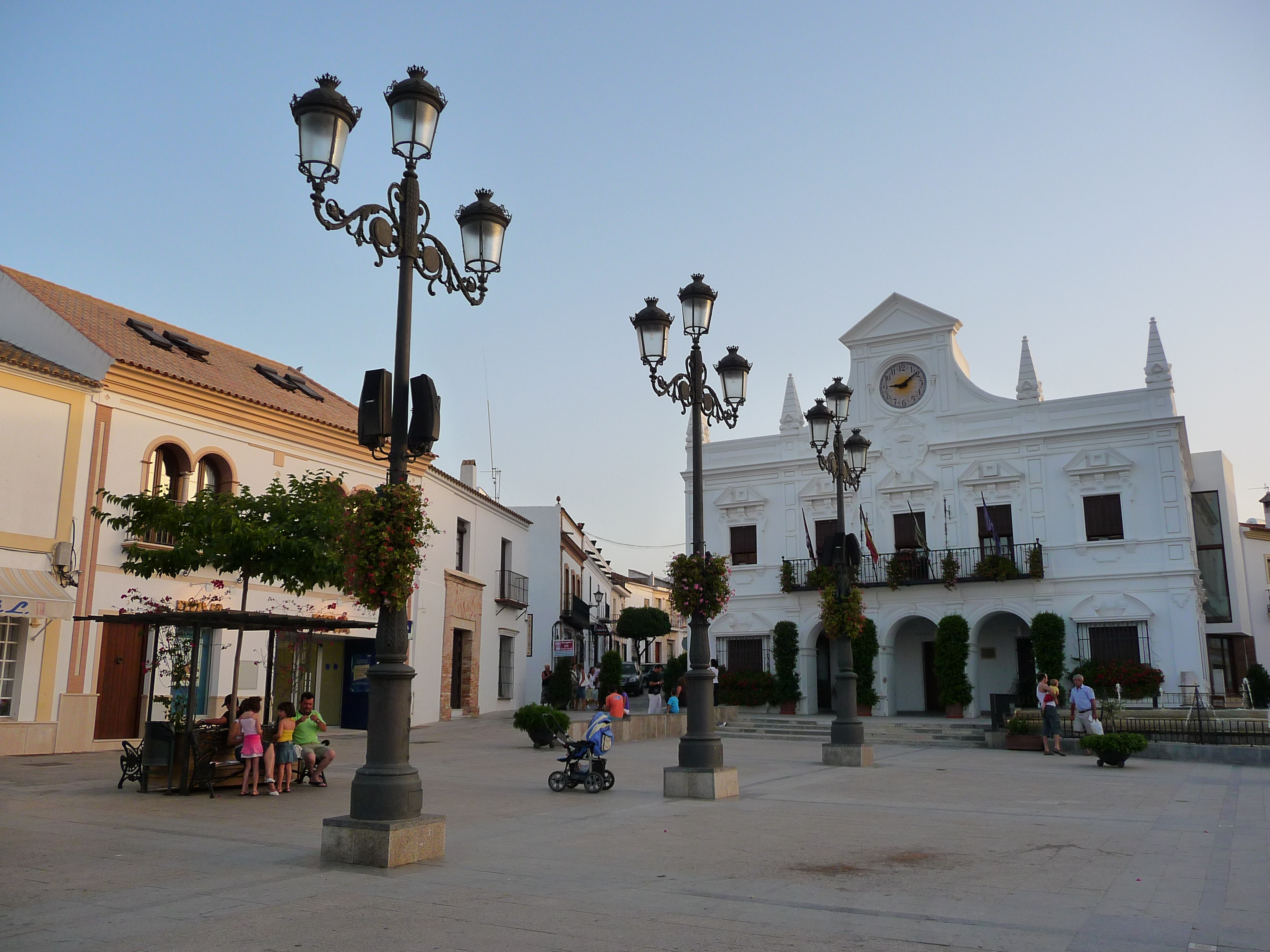
Primăria.

### Administrația locală
Municipiul Cartaya este administrat de un consiliu local format din membri aleși prin vot universal o dată la fiecare patru ani. Electoratul este compus din toți cetățenii spanioli și cetățenii Uniunii Europene cu vârsta de 18 ani sau peste, care dețin reședința permanentă în municipiu.
Conform Legii Regimului Electoral General, care stabilește numărul de consilieri în funcție de populația localității, Cartaya are 17 membri ai Consiliului Local. Alegerile locale din 2007 l-au readus pe Juan Antonio Millán Jaldón în funcția de primar. Componența completă a consiliului este prezentată mai jos:
| Partid politic                         | 2007  | 2007       | 2007 |
| Partid politic                         | %     | Consilieri |      |
| Partidul Socialist Muncitoresc Spaniol | 57,75 | 11         |      |
| Stânga Unită                           | 14,50 | 2          |      |
| Partidul Andaluz                       | 13,57 | 2          |      |
| Partidul Popular                       | 12,80 | 2          |      |

| Perioadă    | Numele primarului          |
| ----------- | -------------------------- |
| 1979–1983   | Pedro Jurado Hachero       |
| 1983–1987   | Guillermo Pérez Gómez      |
| 1987–1991   | Miguel Romero Palacios     |
| 1991–Actual | Juan Antonio Millán Jaldón |

## Economie
Activitatea întreprinderilor și ocuparea forței de muncă
Potrivit datelor din 2008, în Cartaya funcționau un total de 1.105 companii. Dintre acestea, 990 aveau o echipă de maximum 5 angajați, 91 de firme aveau un număr de angajați cuprins între 6 și 19, iar doar 24 de companii aveau o echipă mai mare de 20 de persoane.
Cartaya face parte din Mancomunitatea Municipalităților Beturia, o entitate care implementează diverse inițiative menite să stimuleze dezvoltarea economică regională. Unul dintre proiectele semnificative ale acestei mancomunități a fost înființarea Școlii de Afaceri Cartaya (ULOPA), cu scopul de a contribui la revitalizarea economiei locale.